# Andrew Simpson

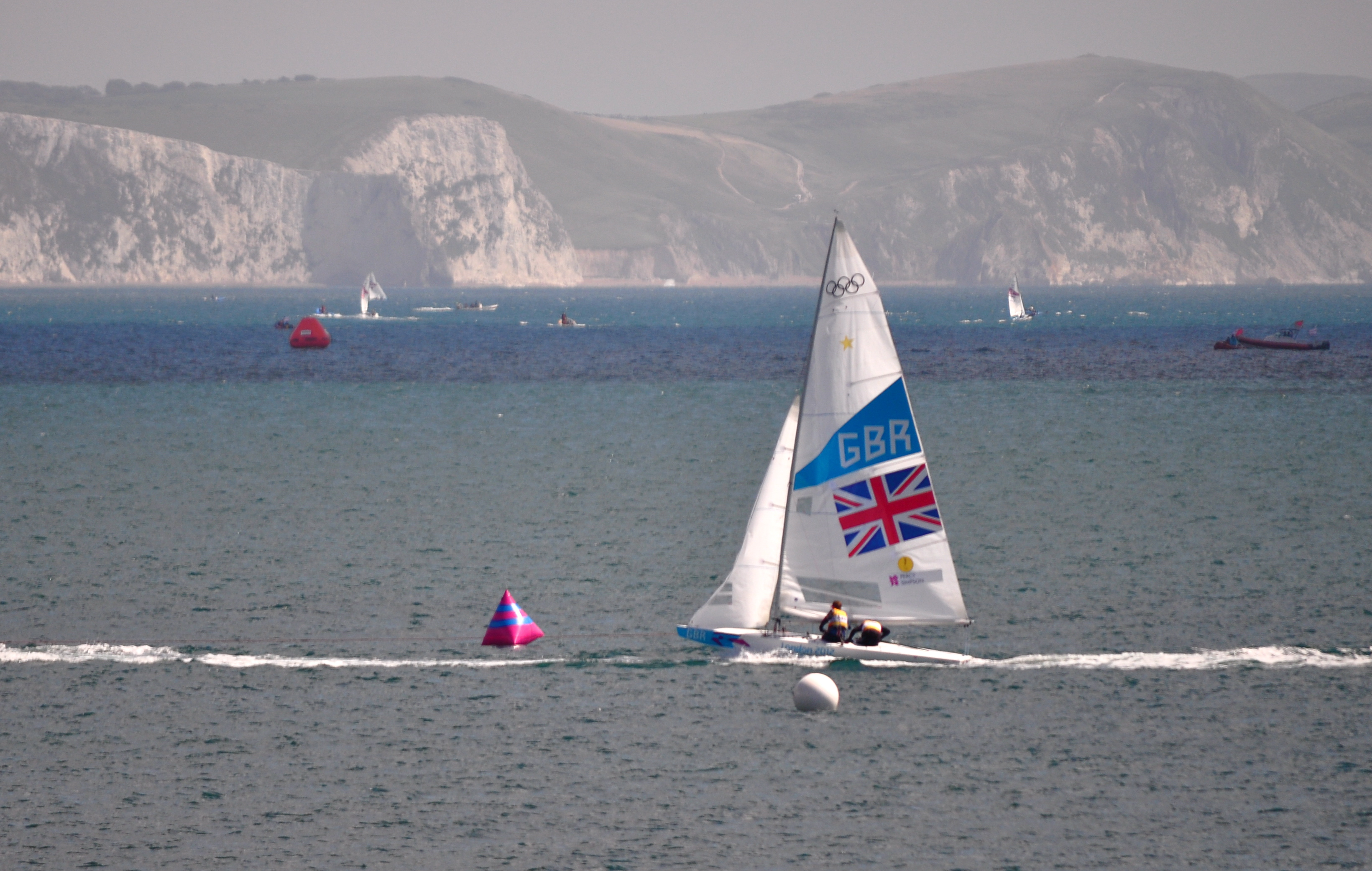
Iain Percy och Andrew Simpson i starbåtstävling i Weymouth vid 2012 års sommarolympiad

Andrew James Simpson, född 17 december 1976 i Chertsey, Surrey, död 9 maj 2013 i San Francisco, Kalifornien, var en brittisk seglare. Han tog två OS-medaljer som gast i Starbåt tillsammans med skepparen Iain Percy: Guld i olympiska sommarspelen 2008 i Peking och silver i olympiska sommarspelen 2012 i London. Den 9 maj 2013 kapsejsade Simpsons segelbåt och han dog, detta inträffade  när han tränade inför America's Cup i San Francisco Bay i San Fansisco. Han efterlämnade fru och två söner.